# Smøla
Smøla ist eine Kommune im norwegischen Fylke Møre og Romsdal, die sich aus einer Vielzahl von Inseln zusammensetzt. Hauptinsel ist die gleichnamige Insel Smøla. Die Kommune hat 2168 Einwohner (Stand: 1. Januar 2025). Verwaltungssitz ist die Ortschaft Hopen. Mit dem Smøla vindpark liegt einer der größten Windparks Norwegens in der Kommune. Der Kulistein von der Insel Kuli gilt als älteste Quelle Norwegens, die das Christentum sowie den Landesnamen erwähnt.

## Geografie

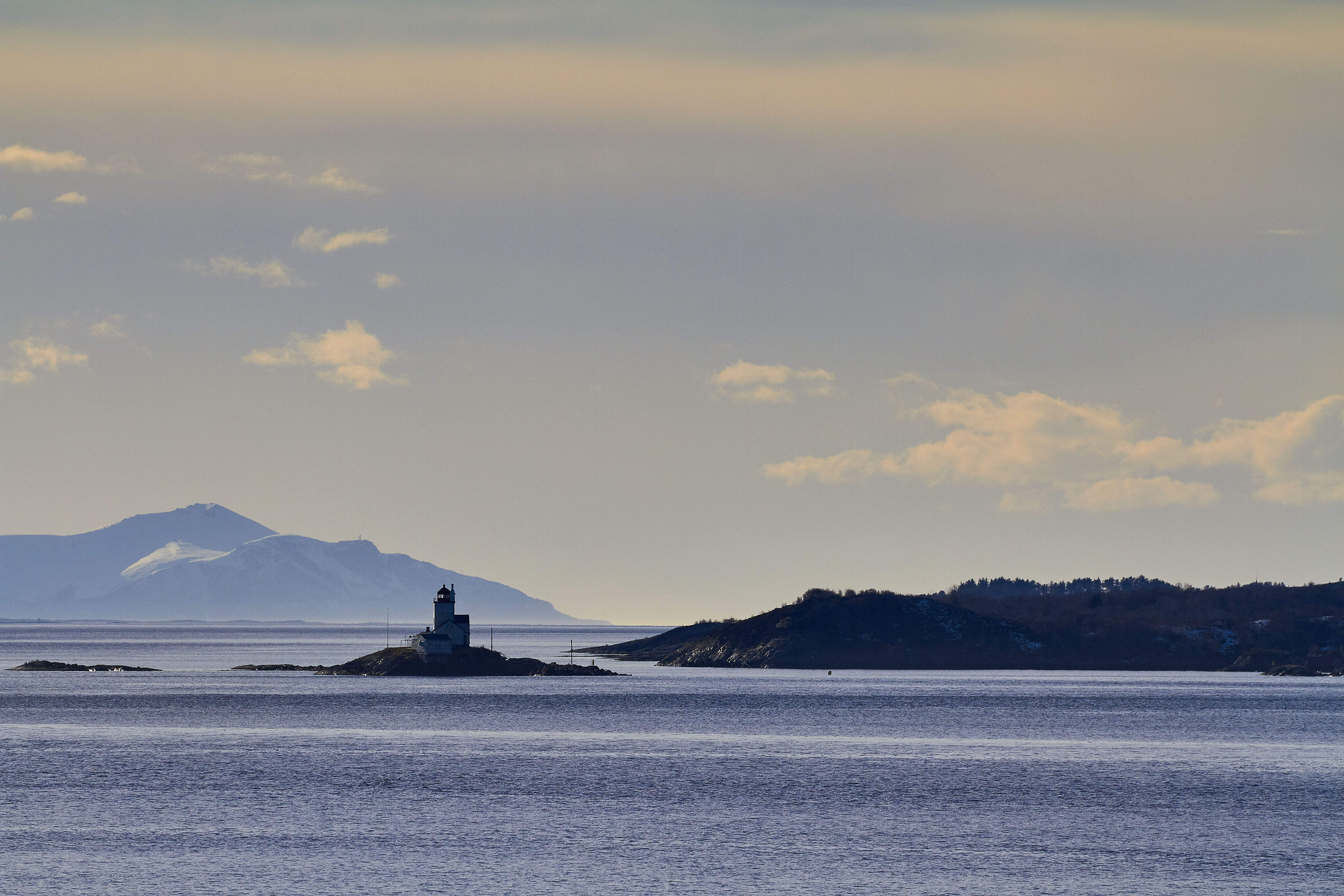
Das Leuchtfeuer Tyrhaug fyr in den Schären der Kommune

Smøla ist eine Inselkommune in den Schären an der Westküste Norwegens. Die Kommune liegt im Norden des Fylkes Møre og Romsdal in der Landschaft Nordmøre. Sämtliche Gemeindegrenzen von Smøla verlaufen im Meer. Im Norden grenzt Smøla an Frøya, im Nordosten an Hitra, im Süden an Aure und im Südwesten an Kristiansund. Die Grenzen zu Frøya und Hitra stellen zugleich die Grenze zwischen den Fylkern Møre og Romsdal und Trøndelag dar. Hauptinsel der Kommune ist die Insel Smøla mit rund 214 km². Diese wird von weiteren Inseln umgeben. Insgesamt gehen in die Kommune über 5800 Inseln und Holme ein. Im Süden der Insel liegt der See Skjølbergsvagen. Die Gesamtfläche der Kommune beträgt 271,91 km², wobei Binnengewässer zusammen 10,82 km² ausmachen.
Die Kommune ist von Mooren durchzogen. Rund 38 Prozent der Gemeindefläche sind Moore. Des Weiteren ist die Kommune flach. Die Erhebung Ramndalshaugen auf der Insel Kuli stellt mit einer Höhe von 69,64 moh. den höchsten Punkt der Kommune Smøla dar. Es ist die drittniedrigste höchste Erhebung einer norwegischen Kommune. Lediglich die Inselkommunen Kvitsøy und Fedje sind noch flacher.

## Einwohner
Der Großteil der Einwohner der Kommune lebt auf der Insel Smøla. Besiedelt ist vor allem das Küstengebiet. Orte mit der dichtesten Besiedlung sind Brattvær und Dyrnesvågen im Nordwesten, Hopen und Rokstand im Nordosten sowie Edøy im Süden. Im Norden der Kommune liegt das Fischerdorf Veiholmen auf mehrere Inseln verteilt. Nach dem Ende des Zweiten Weltkriegs ging die Zahl der Einwohner stark zurück. Zwischen den Jahren 1946 und 2015 halbierte sich die Einwohnerzahl. In der gesamten Gemeinde liegen keine Tettsteder, also keine Ansiedlungen, die für statistische Zwecke als eine städtische Siedlung gewertet werden.
Die Einwohner der Gemeinde werden Smølværing genannt. Smøla hat wie einige weitere Kommunen der Provinz Møre og Romsdal weder Nynorsk noch Bokmål als offizielle Sprachform, sondern ist in dieser Frage neutral.
| Jahr          | 1986 | 1990 | 1995 | 2000 | 2005 | 2010 | 2015 | 2020 | 2025 |
| ------------- | ---- | ---- | ---- | ---- | ---- | ---- | ---- | ---- | ---- |
| Einwohnerzahl | 2859 | 2736 | 2626 | 2432 | 2195 | 2143 | 2146 | 2150 | 2168 |

## Geschichte

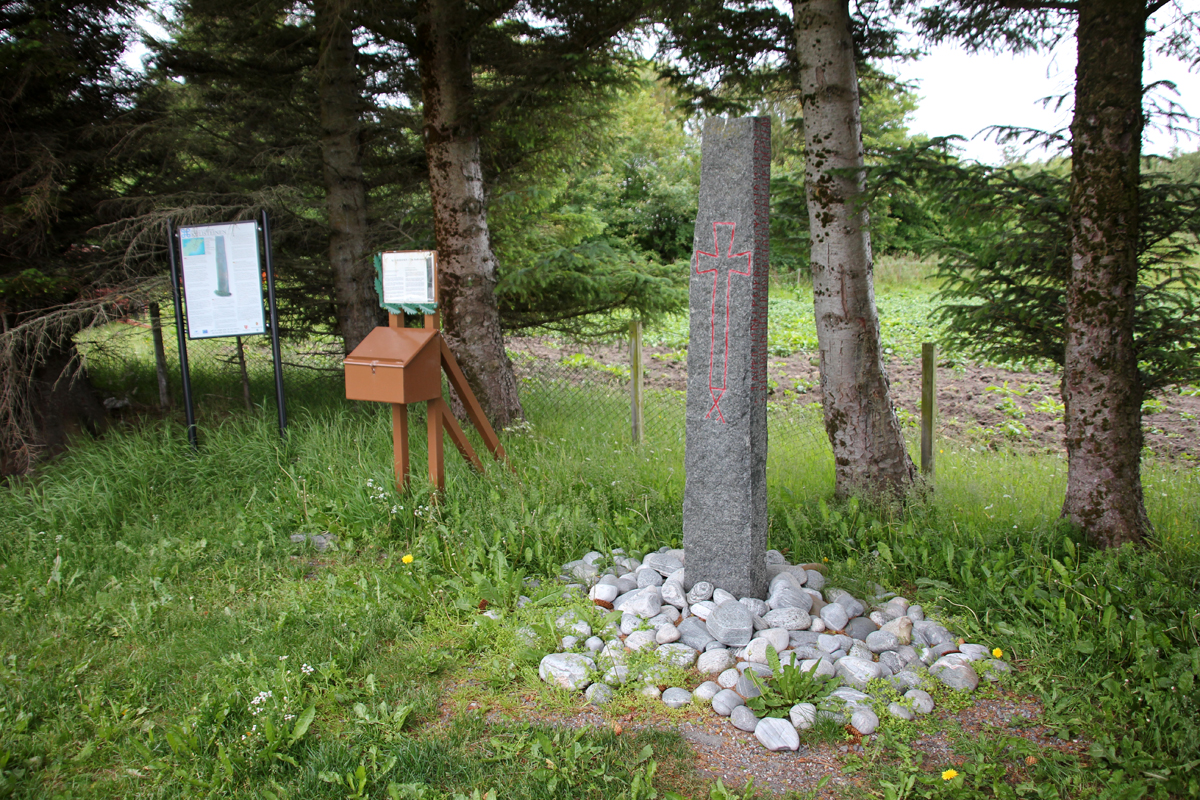
Der Kulistein

Die Kommune Smøla entstand zum 1. Januar 1960, als die Kommunen Edøy, Brattvær und Hopen zusammengelegt wurden. Bei der Zusammenlegung brachte Edøy 1135, Brattvær 1361 und Hopen 1550 Einwohner in die neue Kommune ein. Edøy war zum 1. Januar 1874 in Tustna mit 1179 und Edøy mit 2366 Einwohnern aufgespalten. Edøy wurde zu Beginn des Jahres 1915 weiter aufgespalten, als die Kommunen Brattvær und Hopen entstanden. Edøy verblieb mit 973 Einwohnern. Brattvær hatte bei seiner Gründung 1462 und Hopen 1050 Einwohner.
Nach Forschungsergebnissen des Instituts für Geodäsie und Geoinformationstechnik der TU Berlin soll es sich bei der Insel Smøla um die mythenumwobene Insel Thule aus der antiken Weltkarte des Ptolemaios handeln. Auf der Insel Kuli wurde der Runenstein Kulistein (norwegisch Kulisteinen) gefunden. Dieser gilt in Norwegen als die älteste Quelle für den norwegischen Landesnamen sowie für das Christentum. Der Stein wird im Vitenskapsmuseet der Technisch-Naturwissenschaftliche Universität Norwegens (NTNU) in Trondheim ausgestellt.
Im Süden der Insel Smøla liegen die Holzkirche Edøy kirke. Sie wurde 1885 erbaut. Die Edøy gamle kirke stammt aus dem Jahr 1190. Es handelt sich dabei um eine kleine mittelalterliche Steinkirche. Diese wurde 1690 vergrößert. Im Jahr 1887 kam es zu einem Brand, woraufhin die Ruine bis zur 1947 begonnenen Restauration unverändert verblieb. Weitere Kirchen sind die Hopen kirke, eine Holzkirche aus dem Jahr 1892, und die Brattvær kirke aus dem Jahr 1917.

## Wirtschaft und Infrastruktur

### Verkehr
An der Ostküste der Insel Smøla führt der Fylkesvei 669 entlang, im Westen der Fylkesvei 6200. Der Fylkesvei 6200 führt vom Norden der Insel weiter über mehrere Inseln zum Fischerdorf Veiholmen im Norden der Kommune. Der Fylkesvei 669 verlässt die Insel Smøla im Süden in Richtung der Inseln Kuli und Edøya. Von der Edøya führt eine Fähre über den Fjord Edøyfjorden in die Kommune Aure. Durch das Innere der Insel Smøla führen der Fylkesvei 533 sowie der Fylkesvei 6202.
Auf den Inseln Smølas befinden sich die Leuchtfeuer Haugjegla fyr, Skalmen fyr und Tyrhaug fyr.

### Wirtschaft

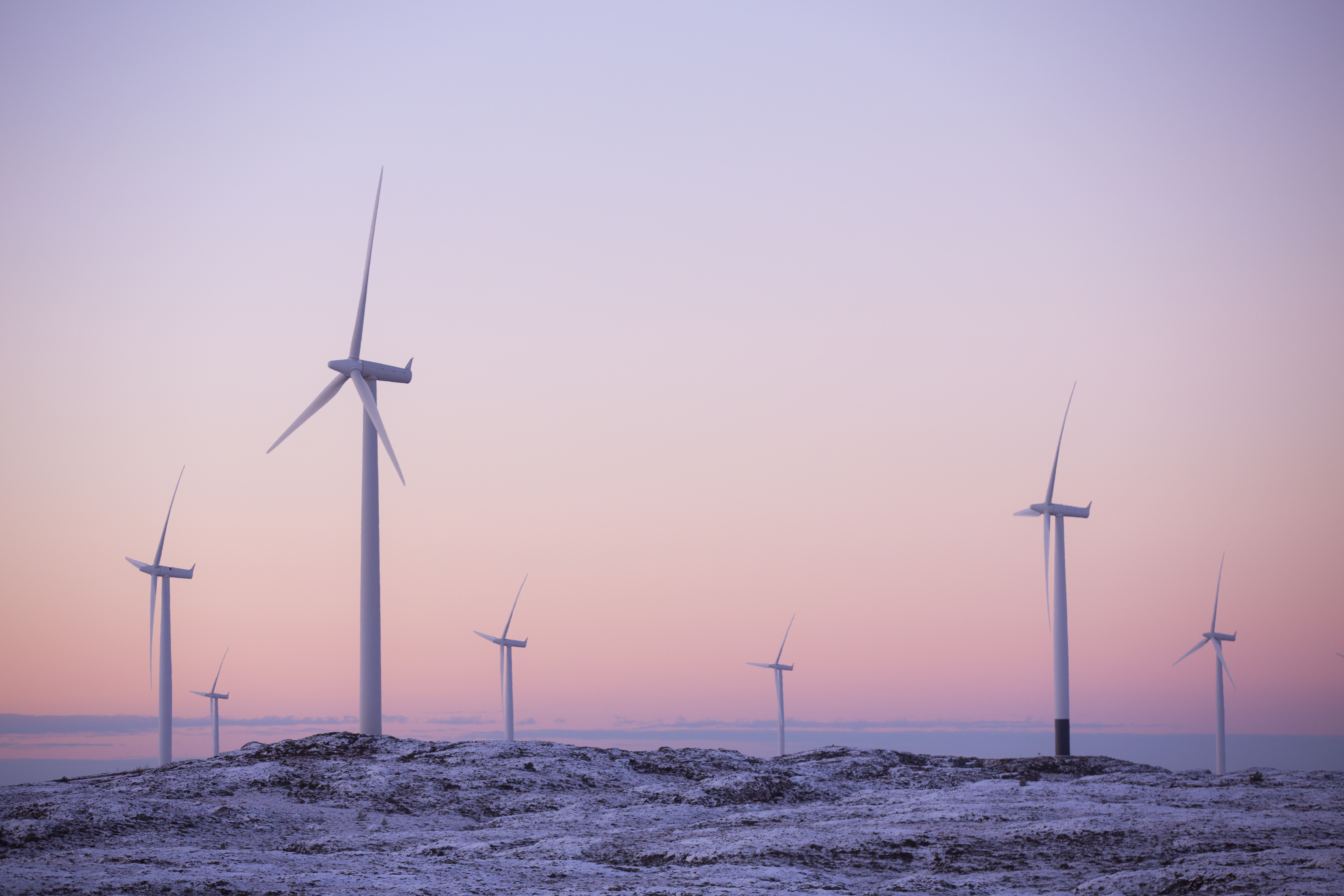
Der Windpark Smøla

Sowohl die Landwirtschaft als auch die Fischerei sind wirtschaftlich von größerer Bedeutung. Mit der Zeit wurde begonnen, viele Moorgebiete landwirtschaftlich zu nutzen. Im Bereich der Tierhaltung ist vor allem die Rinder- und Schafshaltung typisch. Zudem wird in der Kommune Gemüseanbau betrieben, wobei Karotten weit verbreitet sind. In der Fischerei hat Smøla neben der regulären Fischerflotte auch Fischzuchtanlagen vorzuweisen. Insbesondere im Fischerdorf Veiholmen ist die Fischerei stark vertreten. Dieses gehörte früher zu den größten Fischerdörfern südlich der Inselgruppe Lofoten. Die Bedeutung ging mit der Zeit allerdings zurück. Die Landwirtschaft und Fischerei sind auch für die Industrie eine wichtige Grundlage. So ist die Lebensmittelindustrie der größte Industriezweig in der Kommune. Andere Industriezweige bauen ebenfalls zu einem größeren Teil auf der Fischerei auf. Von wirtschaftlicher Bedeutung ist für Smøla des Weiteren der Tourismus. Dieser basiert unter anderem auf der Sportfischerei und der in Smøla heimischen Vogelpopulation. Viele Häuser der Kommune wurden nach dem Wegzug von Einwohnern zu Ferienhäusern umfunktioniert.
Auf der Insel Smøla wurde von Statkraft der Windpark Smøla vindpark errichtet. Dieser nahm seinen Betrieb im Jahr 2002 mit zunächst 20 Turbinen auf. Im Jahr 2005 wurde der Windpark auf 68 Turbinen erweitert. Die jährliche Stromproduktion liegt bei rund 355 GWh. Bei seiner Eröffnung war der Windpark der größte Onshore-Windpark Europas, bis 2017 verblieb er der größte Norwegens. Der Großteil der Einwohner der Kommune arbeiten in Smøla selbst. Im Jahr 2021 arbeiteten von rund 1100 Arbeitstätigen etwa 950 in Smøla. Etwa 40 Personen pendelten in die Nachbarkommune Kristiansund.

## Name und Wappen
Das seit 1989 offizielle Wappen der Kommune zeigt zwei silberne Möwen auf rotem Hintergrund („I rødt to oppflygende sølv måker“). Smøla wurde etwa im Jahr 1430 als im Zusammenhang als i Smylen(n)e erwähnt. Im Mittelalter waren Smyl und Smjǫl typische Schreibweisen. Der Name bedeutet „kleine Splitter“ oder „Stab von etwas Kaputtem“ und bezieht sich wahrscheinlich auf die vielen kleinen Inseln, die Smøla umgeben.